# قسم طغامين الريفي (مقاطعة بيجار)
قسم طغامین الريفي (بالفارسية: دهستان طغامین) هي منطقة سكنية تقع في إيران في ناحية كوراني. يقدر عدد سكانها بـ 3,781 نسمة .